# 宝海杯世界女子選手権戦
宝海杯世界女子選手権戦（ほうかいはいせかいじょしせんしゅけんせん、보해배세계여자선수권전）は、囲碁の女流世界一を決める棋戦。1994年創設、1997年まで行われた。1993年に行われた翠宝杯世界女子選手権戦の後継棋戦。1999年からは後継として興倉杯世界女子選手権戦が開始された。
- 主催 韓国経済新聞、韓国放送公社
- 後援 宝海醸造株式会社

## 方式
- 出場選手は、韓国6、中国4、日本4、米国1、ヨーローッパ1の、計16名
- トーナメント方式で、決勝は三番勝負。

## 過去の優勝者と決勝戦
（左が優勝者）
- 第1回 1994年 芮廼偉 2-1 豊雲
- 第2回 1995年 豊雲 2-0 李英信
- 第3回 1996年 芮廼偉 2-0 豊雲
- 第4回 1997年 芮廼偉 2-0 豊雲
- 第5回 1997年 張璇 2-1 黄焰

## 翠宝杯世界女流囲碁選手権戦
1993年に創設、中国棋院で開催、第1回で終了。
- 主催 中国囲棋協会
- 協賛 翠宝公司

出場者は中国10、日本3、韓国2、シンガポール1の、計16名。決勝は三番勝負。

### 優勝者と決勝戦
- 第1回 1993年 芮廼偉 2-0 楊暉

出場者：（中国）芮廼偉、杜宇峰、華学明、張璇、徐螢、藜春華、楊爽、豊雲、葉桂、楊暉、（日本）青木喜久代、榊原史子、知念かおり、（韓国）尹暎善、李英信、（シンガポール）陳沁瑜

## 興倉杯世界女流囲碁選手権戦
宝海杯の後継棋戦として、1999年に創設され韓国で開催。2001年にスポンサーの破産により第2回までで終了。
- 主催 韓国経済新聞、韓国放送公社
- 協賛 興倉社

出場者は、韓国10、日本、中国各5、台湾、アメリカ、カナダ、ヨーロッパ各1の、計24名。決勝戦は三番勝負、持時間は各3時間、コミは6目半。

### 優勝者と決勝戦
- 第1回 2000年 芮廼偉 2-1 趙惠連
- 第2回 2001年 芮廼偉 2-1 朴鋕恩